# فهرست رمان‌های علمی-تخیلی
1. کتاب، نویسنده
2. بیست هزار فرسنگ زیر دریا، ژول ورن
3. سفرهای گالیور، جاناتان سویفت
4. سفر به مرکز زمین، ژول ورن
5. دور دنیا در هشتاد روز، ژول ورن
6. پنج هفته در بالن، ژول ورن
7. در سیارات چه می‌گذرد؟، ژول ورن
8. خورشید (رمان)، آیزاک آسیموف
9. قلوه سنگی در آسمان، آیزاک آسیموف
10. تله مرگبار، آیزاک آسیموف
11. مسکونی کردن سیاره‌ها و ستارگان، آیزاک آسیموف
12. ابوالهول یخ‌ها، ژول ورن
13. شکار شهاب، ژول ورن
14. ۲۰۰۱:اودیسه فضایی، آرتور سی. کلارک
15. ریزش غبار ماه، آرتور سی. کلارک
16. باغ راما، آرتور سی. کلارک
17. ۳۰۰۱:اودیسه فضایی، آرتور سی. کلارک
18. میعاد با راما، آرتور سی. کلارک
19. هیولایی از فضا، رابرت آنسون هاین لاین
20. فرانکنشتاین، مری شلی
21. قصه کلفت، مارگارت اتوود
22. دکتر جکیل و آقای هاید، رابرت لویی استیونسن
23. هری پاتر، جی.کی. رولینگ
24. دروازه ( رمان )، فردریک پوهل
25. اژدهای دریایی، ژول ورن
26. دیوار چین، ژول ورن
27. ناخدای پانزده ساله، ژول ورن
28. پانصد میلیون ثروت، ژول ورن
29. قلعه کارپاتها، ژول ورن
30. ارباب حلقه‌ها، جی آر. آر. تالکین
31. سفینه مهیب، ژول ورن
32. سپید برفی، دونالد بارتلمی
33. مرد مصور، ری بردبری
34. پایان کودکی، آرتور سی. کلارک
35. شن‌های مریخ، آرتور سی. کلارک
36. ریشتر۱۰، مایکل مک کوی و آرتور سی. کلارک (۲نویسنده)
37. غارهای فراموشی، جان کریستوفر
38. کارخانه ربات سازی روسوم، کارل چاپک
39. سرزمین سحرآمیز، تونی ابت

- | To display all subcategories click on the "+": رمان‌های علمی تخیلی (۹ ر، ۵ ص) |